# Mikos Meininger
Mikos Meininger, eigentlich Michael Meininger (* 6. September 1963 in Jena), ist ein deutscher bildender Künstler in den Bereichen Malerei, Grafik und Skulptur.

## Leben
Mikos Meininger erlernte in Jena von 1984 bis 1986 den Beruf des Schrift- und Grafikmalers. Danach zog er nach Ost-Berlin und begann 1987 im subkulturellen Künstlerkreis um Maximilian Barck mitzuarbeiten. Charakteristisch war für den Kreis das Künstlerbuch. In kleinen Auflagen produziert, bot es in der DDR als nicht „lizenzpflichtig“ künstlerische Freiräume. Beteiligt waren Autoren und bildende Künstler gleichermaßen, wie der Maler Lothar Böhme, Johannes Heisig, Wolfgang Hilbig, Elke Erb, Durs Grünbein, Strawalde, Klaus Zylla, Lothar Klünner, Gert Neumann und andere. Meiningers Zeichnungen und Siebdrucke gab Barck in der bibliophilen Literatur- und Kunstzeitschrift Herzattacke und in zahlreichen Künstlerbüchern seiner Edition „Maldoror“ heraus.
Im Jahr 1989 begann Meininger ein Studium des Fachs Grafikdesign an der Fachschule für Werbung und Gestaltung Berlin. Sein wichtigster Lehrer und guter Freund wurde der Fotograf Manfred Paul. Nach der erfolgreichen Gruppenausstellung „Junge Kunst aus Berlin Ost“ der Kölner Autoren Galerie Kostka in Paris im April 1990 verließ Meininger die Fachhochschule, um als freischaffender Maler und Grafiker in Berlin zu arbeiten. Meiningers Werk umfasst Druckgrafik, oft für aufwändige Künstlerbücher zu befreundeten Schriftstellern entstanden, ungegenständliche Malerei und figurbetonte Plastik, vorwiegend im Bronzeguss.
Seit 2006 lebt und arbeitet Meininger in Potsdam, wo er 2009 gemeinsam mit dem Bildhauer und Musiker der Band Sandow, Chris Hinze, das Kunsthaus sans titre gründete. Dort befindet sich auch sein Atelier.

## Werk (Auswahl)
- Denkmal für die Potsdamer Demokratiebewegung im Herbst 1989, Potsdam 2020.[7][8][9]
- Skulptur des Brandenburgischen Kunstpreises für das Jahr 2019.[10]
- Skulptur für den Voltaire-Preis der Universität Potsdam, 2016.[11]
- Zwillingswoge (2012), ausgestellt im interaktiven Projekt am Tag der Deutschen Einheit 2020 im Hof des Brandenburger Landtags.[12][13]

### Ausstellungen (Auswahl)
- 2021: „Der Hände Tun“, 7. Juni bis 17. Juli,  Kunsthalle Brennabor in Brandenburg[14][15]
- 2020: „Paare – Berührungen“, mit Bildern von Hans Vent, Kunsthaus sans titre, Potsdam[16]
- 2019: „Zärtlichkeit-Tenderness“, Skulpturenausstellung im EWE Kunstparkhaus, Strausberg vom 12. September bis 14. November.[17]
- 2018: „Busen und Buchten“, Kunsthaus Meiningen, Meiningen vom 29. September bis 11. November.[18]
- „Unsichtig“, mit Bernhard Ailinger, Kunsthaus sans titre, 2016[19]
- 2016: „Mikos Meininger. Gemälde. Grafiken. Skulpturen“, Kunstsammlung Jena, Jena vom 16. April 2016 bis 14. August[20][21]
- 2015: „Liebe-Leben-Tod“ (mit Chris Hinze), Kunsthaus sans-titre, Potsdam
- 2014: „Freiheit“,  Friedrich-Naumann-Stiftung für die Freiheit, Potsdam[22]
- 2012: „Zwillingswoge“, Kunsthaus sans titre, Potsdam
- 1993: Galerie der Alliance française in Pondicherry, Indien.
- 1992: Galerie des Kunstvereins „Herzattacke“, Berlin
- 1991: Galerie Wohnmaschine, Berlin[23]

### Publikationen
- Herzattacke. Literatur- und Kunstzeitschrift, 31 (2019, Nr. 2), Beilage „Jahresgabe“: Handzeichnung, Mikos Meininger.
- Richard Anders: EROSion des Ich. Automatische Texte aus sechzig Jahren. Zur Theorie des Surrealismus. Mit einem Geleitwort von Karlheinz Barck. Serigraphien von Klaus Bendler, Lothar Böhme, Kerstin Grimm, Sabine Jahn, Mikos Meininger und Michael Würzberger. Edition Maldodor, Berlin 2008.
- Lothar Klünner: Vergeude dich, Dunkel, ans Lied. Grafik Mikos Meininger. Edition Maldodor, Berlin 2007.
- Lothar Klünner: Geerdet. Gedichte 2000–2005. BoD, Norderstedt 2006, ISBN 978-3-8334-4893-5, Buchgestaltung.
- René Char (Text), Mikos Meininger, (Illustrationen): Zerfaserung des Jutesacks. Edition L' Imagination au pauvoir, hrsg. von Maximilian Barck, Berlin 2003.
- Lothar Klünner: Diese Nacht aus deinem Fleisch. Gesammelte Gedichte. Jeanne-Mammen-Gesellschaft, Berlin, 2000, ISBN 3-89811-428-7, Umschlag und Frontispiz.
- Johannes Hübner: Vororte der Liebe. Mit acht Lithographien von Mikos Meininger. Gedichte aus den Jahren 1948–1950, aus dem Nachlass zusammengestellt von Jürgen Brôcan, Lothar Klünner u. Jakob Lehcie. Mit einem Geleitwort von Elisabeth Lenk. Edition Maldoror, Berlin 1999.
- Mit Jörg Metze: Mikos Meininger 1995–96 [Galerie auf Zeit, Katalog]. Intershop Communications, Jena 1997.
- Jean-François Mathé: Passages sous silence (Gedichte). Siebdrucke Mikos Meininger. Nachdichtung: Rolf A. Burkart. Edition Maldoror, Berlin 1996.
- Simone Katrin Paul: Fischerkönig. Gedichte. Siebdrucke Mikos Meininger. Edition Maldodor, Berlin 1995.
- Gerald Zschorsch (Text), Mikos Meininger (Graphiken): In Indien aus Indien. Galerie auf Zeit, Berlin 1994.
- Maximilian Barck: Sensitive Splitter. Mit fünf Zeichnungen von Mikos Meininger. Edition Maldoror, Berlin 1993.
- Annegret Gollin: Rätselhafte Aussichten. Mit acht farbigen Siebdrucken von Mikos Meininger. Edition Maldodor, Berlin 1992.
- Als Michael Meininger mit Maximilian Barck (Text): Metaphysisches Intermezzo. Edition Maldoror, Berlin 1990.